# Wolkentank
Ein Wolkentank (engl. cloud tank) ist ein mit Wasser befüllter Behälter, in dem mit Hilfe verschiedener Flüssigkeitszusätze wie Farben und anderer Chemikalien wolkenartige Effekte erzeugt werden.
Je nach Bedarf wird die Entstehung in Zeitlupe oder -raffer gefilmt, so dass man damit Unwetter- und Sturmszenen entsprechend simulieren und per Bluescreen-Technik Spielszenen einfügen kann. Entwickelt wurde dieses Verfahren von Scott Squires (VFX Supervisor) im Steven-Spielberg-Film: Unheimliche Begegnung der dritten Art. Ein anderes Filmbeispiel ist die Verfilmung der unendlichen Geschichte von Wolfgang Petersen, nach dem Roman von Michael Ende.